# Ilntjärnen
Ilntjärnen är en sjö i Vansbro kommun i Dalarna och ingår i Norrströms huvudavrinningsområde. Sjöns area är 0,035 kvadratkilometer och den är belägen 249 meter över havet.